# 진안군의료원
진안군의료원(鎭安郡醫療院, Jinan Medical Center)은 전북특별자치도 진안군청 소속으로 2015년에 설치된 군립 공공병원이다. 전북특별자치도 진안군 진안읍 진무로 1145에 위치하고 있다.

## 연혁
2020년
- 04.01 : 국가보훈처 위탁지정병원 선정

2016년
- 12.06 : 2016 지역거점공공병원 Q.I경진대회 최우수상 수상

2015년
- 09.26 : 전북권환경성질환치유센터(진안고원 치유숲) 위탁운영
- 03.02 : 진안군의료원 제 2대 조백환 원장 취임
- 01.04 : 진안군의료원 영유아건강검진기관 지정
- 12.07 : 진안군의료원 의료원 숙소 준공
- 11.01 : 진안군의료원 원장 직무대리 (職務代理) 조준열 취임
- 10.01 : 진안군의료원 소아청소년과 신설 (10개과 운영)
- 06.03 : 진안군의료원 건강검진기관 지정
- 05.29 : 진안군의료원 성폭력피해자 전담 의료기관 지정
- 05.01 : 진안군의료원 부대사업장개설 신고
- 04.24 : 진안군의료원 개원 (9개과 운영)
- 04.23 : 진안군의료원 지역응급의료기관 지정
- 04.22 : 진안군의료원 의료기관 개설허가
- 03.31 : 진안군의료원 장례식장 개장
- 03.12 : 진안군의료원 집단급식소 설치운영신고
- 02.11 : 진안군의료원 의료원 숙소 착공

2014년
- 12.15 : 진안군의료원 장례식장 준공
- 08.26 : 진안군의료원 준공
- 04.11 : 진안군의료원 분만의료취약지지원사업(외래산부인과) 공모선정
- 04.09 : 진안군의료원 법인(이사회) 설립
- 03.18 : 진안군의료원 장례식장 착공
- 03.14 : 진안군의료원 초대 원장 정남 취임
- 03.07 : 진안군의료원 숙소 실시설계용역

2013년
- 12.18 : 진안군의료원 설계변경계약 (수술실 등)

2012년
- 10.16 : 진안군의료원 기능보강 국고지원사업 확정
- 04.05 : 진안군의료원 도시계획위원회 심의의결 (전라북도)

2011년
- 10.17 : 진안군의료원 건축설계용역 결과납품 (길건축사사무소)
- 06.15. 진안군의료원 기본설계 심사승인 (보건복지부)

2010년
- 03.15. 진안군의료원 용역결과납품 (한국보건산업진흥원)
- 03.15. 진안군의료원 건립 타당성 조사연구

2009년
- 10.19. 진안군의료원 건립 국고지원사업 확정

## 관할지역
- 진안군 , 무주군 , 임실군 지역

## 조직도
의료원장
이사회
제위원회
진료부
- 신경외과
  - 치매상담센터
- 신경과
- 정형외과
- 내과
  - 건강검진센터
- 외과
- 응급의학과
- 산부인과
- 재활의학과
  - 재활센터
- 마취통증의학과
- 영상의학과
- 소아청소년과
- 간호팀
- 약제팀
- 의학기술팀
  - 영상의학실
  - 진단검사실
  - 물리치료실
- 건강검진사업팀

관리부
- 관리팀
- 원무팀
- 의료공공시설팀

## 외래진료안내
접수 시간
- 월~금 : 08:30 ~ 17:00
- 토요일 : 08:30 ~ 12:00

진료시간
- 월~금 : 08:30 ~ 17:30
- 토요일 : 08:30 ~ 12:30
- 소아청소년과만 진료

점심시간12:30 ~ 13:30

## 진료과목
| 진료과         | 비고                                 |
| -------------- | ------------------------------------ |
| 내과           | 갑상선,호홉기,소화기질환,당뇨,고혈압 |
| 외과           | 대장항문,하지정맥류,탈장,외과질환    |
| 정형외과       |                                      |
| 소아청소년과   | 소아아토피,소화기,호흡기질환         |
| 마취통증의학과 |                                      |
| 산부인과       | 여성성형,갱년기,요실금,비뇨부질환    |
| 신경과         |                                      |
| 피부과         | 피부질환                             |
| 신경외과       |                                      |
| 재활의학과     |                                      |
| 영상의학과     |                                      |
| 응급의학과     |                                      |